# Rupertia hallii
Rupertia hallii là một loài thực vật có hoa trong họ Đậu. Nó là loài đặc hữu của California.